# 埃萊妮·達尼利都

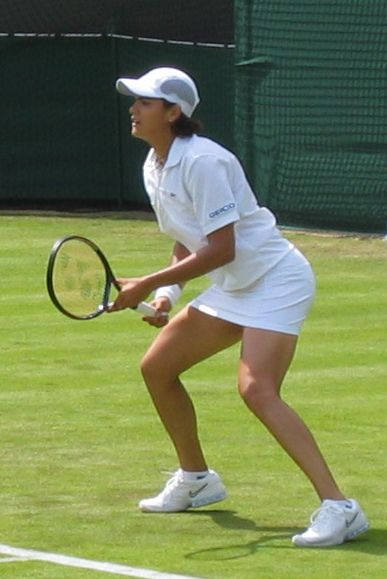
希腊女子网球选手埃列妮·達尼利都

埃萊妮·達尼利都（希臘語：Ελένη Δανιηλίδου，羅馬化：Eleni Daniilidou，1982年9月19日—），出生于塞萨洛尼卡，希腊女子网球运动员。她身高1米82，体重72公斤，以右手持拍，反手则以双手击球。她在WTA世界女子单打选手中的排名最高曾达到第14。她在职业生涯中曾获得12次锦标赛优胜，奖金总额：$1,233,351。